# بدرالدین عمید
بدرالدین عمید یکی از امرای محمد خوارزمشاه در شهر اترار بود. او فرزند قاضی عمید سعد بود. پدر و عمو و و برخی دیگر از اعضای خانواده او به هنگام تصفیه مخالفان محمد خوارزمشاه به فرمان او به قتل رسیده بودند. به علت کثرت سپاه خوارزمشاه در ابتدای حمله مغول به ایران امید چنگیز خان به شکست خوارزمشاه استفاده از سوءظن بین سلطان و امرای لشکرش بود و این بدرالدین عمید بود که چنگیز را در عمیق کردن این سوءظن‌ها یاری کرد.

## نقش بدرالدین در پیروزی مغول
پس از غلبه و تسخیر شهر اترار توسط چنگیز خان، بدرالدین عمید به سبب کینه‌ای که از محمد خوارزمشاه داشت به ملاقات چنگیز خان رفت و اطلاعاتی مبنی بر اختلاف بین این پادشاه و مادر او ترکان خاتون را در اختیار چنگیز گذاشت. بدرالدین عمید نقشه ای برای ایجاد نفاق در قوای خوارزمشاه طراحی کرد بدین ترتیب که نامه‌های جعلی از طرف امرای خوارزمشاه به چنگیز و جوابیه چنگیز به آنان نوشته شد. در این نامه‌ها از طرف امرا ادعا شده بود که به علت نافرمانی خوارزمشاه از ترکان خاتون این امرا از خوارزمشاه رویگردان شده و از چنگیز پیروی خواهند کرد. در جواب این نامه‌ها نیز از طرف چنگیز مطالبی مبنی بر قبول دوستی نوشته و جعل شد سپس این نامه‌ها توسط جاسوسان بدرالدین به دست خوارزمشاه رسید و در ایجاد نفاق و سوءظن مابین امرا و خوارزمشاه مؤثر افتاد. خوارزمشاه با خواندن این نامه‌ها به گمان افتاد که امرایش قصد کشتن او را دارند و تصمیم به ترک جنگ و فرار گرفت.
طبق یکی از روایات مربوطه به اولین ملاقات بدرالدین عمید با چنگیز خان، بدرالدین به هیچوجه بیم و هراس چنگیز خان را از نیروی نظامی خوارزمشاه برطرف نساخت و به او گفت که سلطان لشکری نیرومند دارد. در قبال این اوضاع و احوال تا هنگام دریافت خبر فرار سلطان بساحل خزر،  چنگیز خان از اینکه مبادا سلطان قشونی در یکی از شهرهای بین او و جادهٔ مغولستان گرد آورد و راه عقب‌نشینی او را قطع کند بیمناک بود. برخی از محققان عقیده دارند که تحت تأثیر همین  احتمال بود که چنگیز خان تصمیم گرفت هرشهری را که تصرف می‌کرد ویران کند و اینکار را از بخارا و اترار و خجند آغاز کرد. او از برجا گذاشتن نقاط احتمالی تجمع قشون و ایجاد پایگاه دشمن در پشت سر خود بیم داشت، به این خاطر شهرها را ویران کرد و آن عده از مردم را که برای محاصرهٔ شهرهای دیگر یا به عنوان پیشه‌ور فایده‌ای به حال او نداشتند به قتل رسانید و آن عده را که منفعتی برای او داشتند به همراه خود برد. قصد او این بود که راه‌ها برای ورود و عبور قشون او باز باشد تا اگر تصمیم گرفت دوباره به شرق دور عقب‌نشینی کند مزاحمتی برای او ایجاد نگردد.